# Arnegg SG
| SG ist das Kürzel für den Kanton St. Gallen in der Schweiz. Es wird verwendet, um Verwechslungen mit anderen Einträgen des Namens Arnegg zu vermeiden. |

Arnegg (früher Niederarnegg) ist ein Dorf in der politischen Gemeinde Gossau SG im Kanton St. Gallen. Es befindet sich im Wahlkreis St. Gallen.
Die Dorfkorporation Arnegg ist einer eigenen Gemeindeordnung unterstellt. Arnegg liegt nördlich von Gossau. Oberarnegg gehört zur Gemeinde Andwil.

## Geschichte

Historisches Luftbild von Werner Friedli von 1954

Der Weiler Niederarnegg wurde in der Zeit von 721 bis 736 erstmals unter dem Namen Ahornineswanc (später Arnang) in der ältesten Urkunde über eine Schenkung an das Kloster St. Gallen erwähnt. Seit dieser Zeit trat das Kloster St. Gallen als Grundherr auf: So etwa am 3. Januar 1396, als ein Heinrich Schulmeister von St. Gallen an Heinrich Änderli und dessen Kinder den Zehnten zu Niederarnegg, einem Lehen des Klosters St. Gallen, verkaufte. 1510 gehörte Arnegg (Niederarnegg) zum Gericht Gossau und kirchgenössig zur Pfarrgemeinde Andwil. Oberarnegg bildete eine eigene Vogtei der Herren von Andwil.
Bei der Gründung des Kantons St. Gallen 1803 wurden aus den Pfarreigrenzen die Grenzen der politischen Gemeinden. Damit gehörte Arnegg zur Gemeinde Andwil. Bereits drei Jahre später veranlasste die Kantonsregierung wegen Auseinandersetzungen um die Korporations- und Armengüter, dass Niederarnegg (Arnegg) sowie die Höfe Geretschwil, Fronackern, Herzenwil, Wilen, Zinggenhueb, Stöcklen, Hölzle und Erlen wieder Gossau einverleibt wurden. Arnegg blieb bis heute schul- (Primarschule) und kirchgenössig bei Andwil. 1895 schliessen sich die Wassergenossenschaften von Andwil und Arnegg zur Wasserversorgungsgenossenschaft Andwil-Arnegg zusammen.
1921 wurde die Dorfkorporation Arnegg gegründet, um die Strassenbeleuchtung und den Strassenunterhalt einzuführen. Heute vertritt sie die Interessen der Einwohnerschaft Arnegg gegenüber den Behörden der Stadt Gossau und Andwil. Die Dorfkorporation organisiert sich als Gemeinde mit Bürgerversammlung. Sie nimmt bei Wahlen der Behörden in Gemeinde, Schul- und Kirchgemeinde örtliche Interessen wahr und setzt sich für verbesserte Infrastruktureinrichtungen ein. Organe der Gemeinde sind die Bürgerschaft, der Verwaltungsrat und die Geschäftsprüfungskommission.
1876 erfolgte der Anschluss an die Bischofszellerbahn (Bahnlinie Gossau-Sulgen). Wirtschaftlich gab es in Arnegg bis ins 20. Jahrhundert nur die Landwirtschaft, der 1941 eine Grastrocknungsanlage, 1942 eine Schlachtviehgenossenschaft und 1950 eine Kartoffeltrocknungsanlage angegliedert wurden.

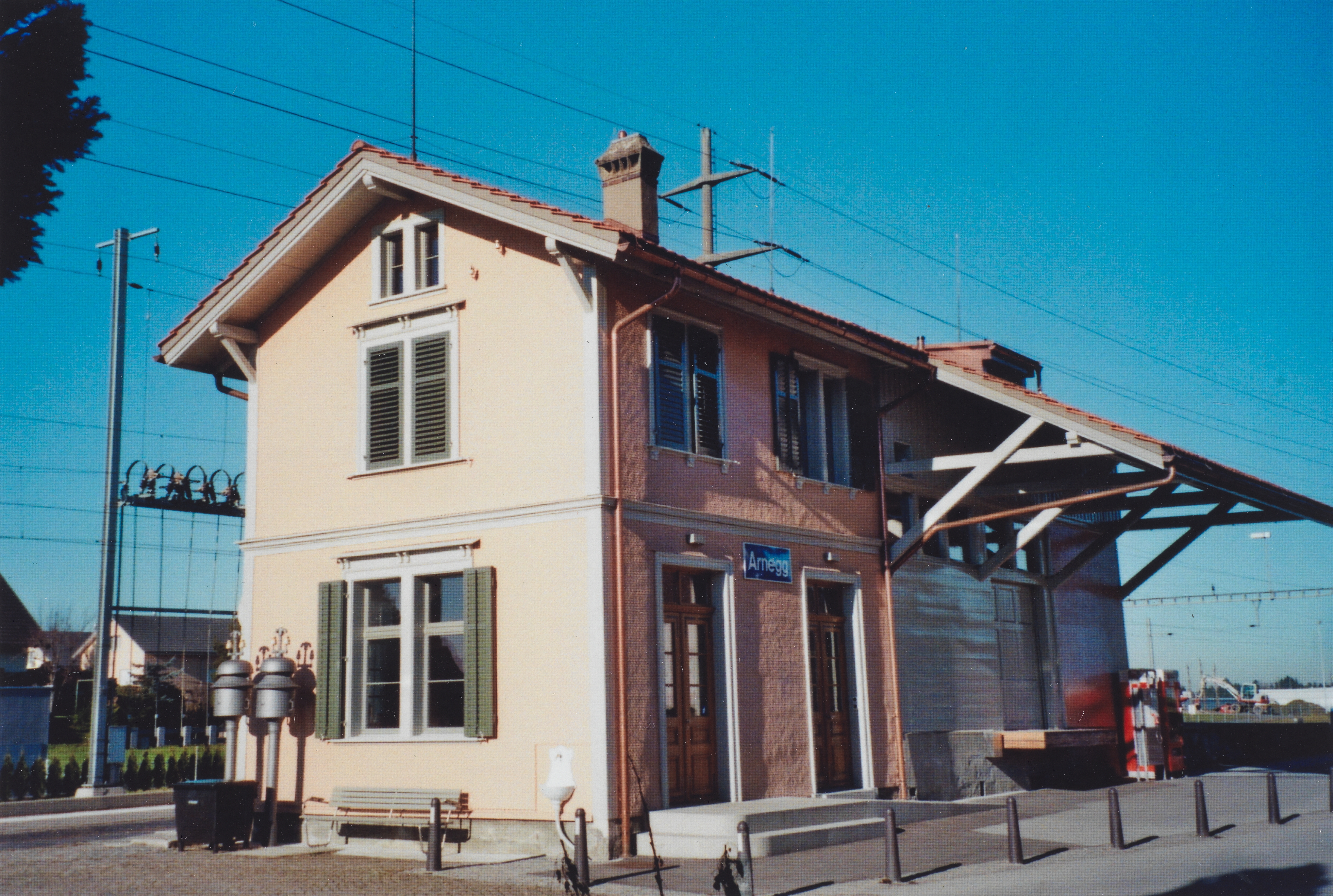
Stationsgebäude Arnegg (2011)

Wirtschaftlich gab es nur die Landwirtschaft, bis Ende des 19. Jahrhunderts die Handstickerei auch in Arnegg Einzug hielt. Das von Johann Gottlieb Helfenberger bis zum Ende des Ersten Weltkriegs geführte Familienunternehmen J.G.Helfenberger beschäftigte bis zu 200 Heimarbeiter. In der Folge entstand unter Otto Marbach der erste Industriebetrieb, der 1944 von Robert Saladin übernommen wurde und als „Neue Weberei Arnegg AG“ firmierte. Es folgte mit OBI eine Mosterei mit Lager (dazu 1963 Mühle mit Silo). Der Autobahnanschluss und die Ortsplanung 1968 führten zu einer rascheren Entwicklung mit der Ansiedlung von neuen Handwerks- und Gewerbebetrieben (1990 Büromöbelfabrik Lista) und neuen Wohnquartieren.
Die Bevölkerung hat sich seit den 1960er Jahren mit rund 250 Einwohnern rasch vergrössert. 2007 zählte Arnegg 1696 Einwohner, etwas mehr als zehn Prozent der Bevölkerung der Stadt Gossau.

## Sehenswürdigkeiten
Am Dorfplatz befindet sich das über 300-jährige Restaurant Ilge, heute ein Gildenrestaurant.